# فرناندو فاسكيز (لاعب كرة قدم)
فرناندو فاسكيز (بالإسبانية: Fernando Vázquez Pena)‏ (24 أكتوبر 1954 في إسبانيا - ) هو مدرب كرة قدم ولاعب كرة قدم إسباني في مركز الوسط. لعب مع ريال بيتيس وSD Negreira ‏.

## وصلات خارجية
- فرناندو فاسكيز على موقع قاعدة بيانات كرة القدم.إي يو (الإنجليزية)
- فرناندو فاسكيز على موقع بيانات كرة القدم. دي إي (الألمانية)